# 薩莫薩

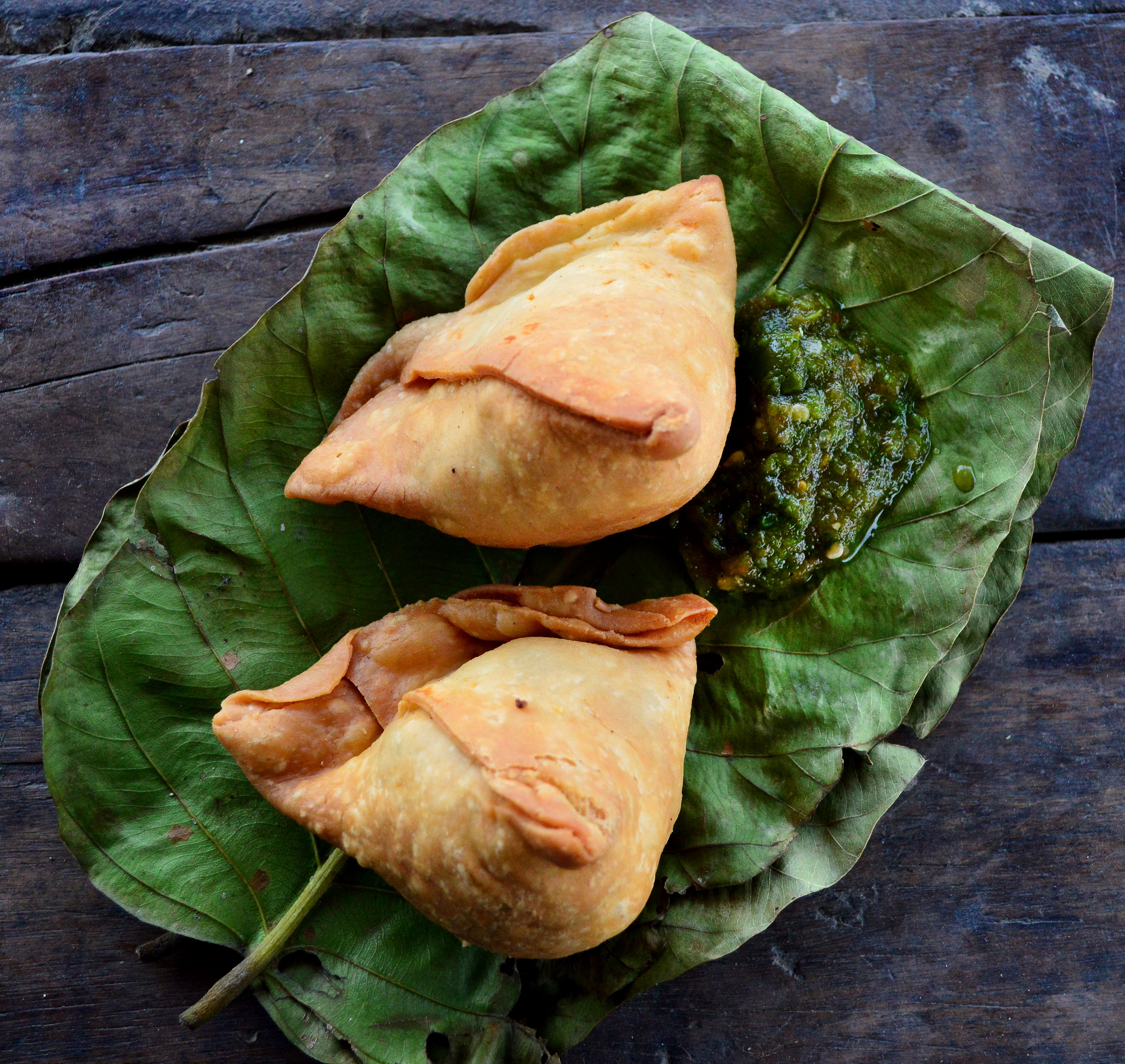
薩莫薩

薩莫薩，是一道印度糕點，流行於印度、孟加拉、巴基斯坦等地，又因外型與咖哩餃相似而得稱印度咖哩餃。

## 作法
薩莫薩以麵皮包上香料餡料，形狀一般為三角形，經油炸或烘烤而成。其餡料包括用香料調味的牛肉、羊肉、雞肉等絞肉和馬鈴薯或扁豆等根莖類或豆類作物，以及洋蔥、松子等食材。印度當地的薩莫薩一般為素食，食用時通常會配上薄荷醬或甜酸醬。

## 起源
薩莫薩起源於中東，十三世紀隨著伊斯蘭教的傳播傳至印度，samosa这一名称则源自波斯语سنبوساگ‬（sanbosag）。
薩莫薩在不少地區中都是當地常見的前菜或小吃，其中包括南亞、中亞和東南亞、阿拉伯半島、地中海沿岸、东北非和北非。由於上述地區的文化滲透及移民的關係，所以時至今日其他地區的人也會製作符合其口味的薩莫薩。

## 参見
- 烤包子
- 恩潘納達
- 馬來咖哩餃
- 酥皮
- 康瓦爾餡餅
- 約翰麵包